# Железопътна линия 5 (България)
Главна железопътна линия № 5 София – Кулата от Националната железопътна мрежа на България е единична, електрифицирана с изключение на удвоените участъци София – Захарна фабрика, Радомир – Батановци, междурелсие 1,435 м. Дължина 207,670 км.
Строена е дълги години. Първият ѝ участък София – Перник 33 км е открит през 1893 г., а последният ѝ участък Кулата – граница с Гърция е въведен в експлоатация през 1965 г.
В гара София жп линия 5 се свързва с жп линия 1 за гара Калотина-запад и гара Свиленград и с жп линия 2 за гара Варна, в гара Захарна фабрика се свързва с жп линия 14 за гара Стан. В гара Перник, гара Перник-разпределителна и гара Батановци жп линия 5 се свързва с  жп линия 6 за гара Волуяк, в гара Радомир – се свързва с жп линия 6 за гара Гюешево. В гара Дупница се свързва с жп линия 51 за гара Бобов дол, а в гара Генерал Тодоров се свързва с жп линия 52 за Петрич. В гара Кочериново жп линия 5 се свързва с жп линия 53 (междурелсие 600 мм) за гара Рилски манастир.

## История

### София – Перник – Радомир
Проучванията за железопътната линия София – Перник – Кюстендил започват през 1889 г. За отсечката София – Перник се проучват два варианта. Първият е с наклон на вертикалните криви 15 ‰. Трасето се отделя източно от гара София, като минава в близост до село Драгалевци, село Бояна, село Княжево и при с. Владая преминава вододела между река Искър и река Струма през тунел. Проектът е изработен от френския инженер Гийу. Вторият вариант, значително по-къс и възприет впоследствие, излиза западно от гара София, минава покрай селата Горна баня и Владая, като вододелът се пресича с голям изкоп. Трасето е проучено още преди Освобождението от германския инженер Вилхелм фон Пресел (28.10.1821 г., Щутгарт, Германия – 16.05.1902 г., Истанбул, Турция), известно като „старото турско трасе“.
През 1891 г. строителството на отсечката София – Владая – Перник с дължина 34,3 km се възлага чрез търг, но Народното събрание го намира за неизгоден и не го утвърждава. Строителството се извършва по стопански начин от малки предприятия за около 2 години. Линията свързва София с единствената разработена по това време каменовъгена мина с железопътната мрежа на 9 декември 1893 г. Минималният радиус на кривите е 300 m, а максималният наклон – 25 ‰. Поради деформация на терена по-късно трасето между гарите Владая и Драгичево се измества, при което са допуснати две криви с радиуси от около 200 m. За да се удължи площадката, съответно коловозите на гара Владая, е извършено понижение на изкопа в гаровия район, като за предпазване на откосите от деформации се изграждат големи каменни подпорни стени.
След завършването на участъка София – Владая – Перник се възлага чрез търг строителството на отсечката Перник – Радомир с дължина 14,4 km. Завършена и открита за експлоатация на 6 февруари 1897 г.

### Радомир – Дупница
Проучването на частта Радомир – Дупница започва през 1892 г. По-късно (през 1913 г.) след гласуване на Закона за построяване на линията Радомир – Горна Джумая (настояще име Благоевград) – Левуново през 1914 г. се прави ново проучване и се предлага друго трасе.
През 1915 г. българското правителство сключва заем с Берлинската банка „Дисконто-Гезелшафт“ за 500 млн. лв и обявява търг за построяване на железопътната линия Радомир – Дупница – Горна Джумая (настояще име Благоевград), но поради участието на България в Първата световна война обявените търгове не се провеждат.
Във време на войната щабът на действащата армия замисля да построи теснопътна (междурелсие 600 mm) линия от Радомир до Дупница, която да продължи след това по долината на река Струма до Петрич, с обща дължина 167 km.
За този период е характерно, че почти всички теснолинейни (междурелсие 600 mm) линии са построени за военни нужди от Военното управление за железопътни съобщения. Построени са линиите Радомир – Демир Хисар (Сев. Македония), Ген. Тодоров – Петрич, Дупница – Бобов дол, Каспичан – Крайна, обслужваната с живи коне железница Ямбол – Елхово и др.
Релсовият път с междурелсие 600 mm за парна тяга се състои от готови за полагане звена с дължина 5 m. Звената са от релси с тегло 9,5 kg/m, прикрепени върху 10 железни траверси с дължина 1,20 m. За хоризонталните криви се използват готови звена с радиус 30 и 60 m. Релсовият път за конска тяга се състои от готови железни звена с траверси, дълги 1 m, а звената за кривите са с радиус 10, 20, 30 и 60 m.
След войната границата между България и Гърция се премества на север до Кулата и река Бистрица. Построената част от теснопътната линия в отсечката през Рупелското дефиле е демонтирана и на нейно място е построен шосеен път.
До 1919 г. теснопътната линия се експлоатира от Министерството на войната. Със закон от 1919 г. тя става част от железопътната мрежа държавна собственост.
Увеличаването обема на превозите налага линията да се замени с нормално междурелсие. След гласуването на Закона за разширение на железопътната мрежа от 1925 г. започва строителството на нормална железопътна линия в частта ѝ Радомир – Дупница.
Средствата за строежа са взети от сключения през 1928 г. Стабилизационен заем. От нега за преустройството на теснопътните линии Радомир – Дупница и Ямбол – Елхово в нормални е отделена сумата 72,3 млн. лв. Строежът на линията започва през май 1928 г. Като се изключи строителството на голяма част от сградите, възложени на предприемач, всички работи се извършват по стопански начин, като се използват натуралната и временната трудова повинност.
Отсечката Радомир – Дупница е открита за експлоатация на 21 декември 1930 г. Тя е с дължина около 43 km, максимален наклон на вертикалните криви 20 ‰ и минимален радиус на кривите 300 m. Положени са релси тип „ЮЛ“. Построени са два тунела с обща дължина 590 m и 8 моста.

### Дупница – Горна Джумая (Благоевград) –Крупник
Строителството на отсечката Дупница – Горна Джумая с дължина 32,377 km започва през май 1928 г. Завършена и открита за експлоатация е на 30 октомври 1937 г., построена е с максимален наклон 15 ‰, минимален радиус на кривите 300 m. Изградени са три тунела с обща дължина 511 m и 111 моста и водостоци. Строителните работи се извършват по стопански начин с наемни работници и с редовни и временни трудови войски.
Непосредствено след завършване на отсечката Дупница – Горна Джумая започва строежът на частта Горна Джумая – Симитли – Крупник. Тя минава през труден терен, като пресича р. Струма три пъти и няколко от нейните притоци с различни по вид и отвор мостове. Дължината ѝ е 20,295 km. Построена е с минимален радиус на кривите 300 m и максимален наклон 15 ‰. Завършена е през 1941 г. до Симитли и през 1942 г. – до Крупник.

### Крупник – Кулата
След влизането на България във Втората световна война през 1941 г. за военни нужди се възстановява експлоатацията на теснопътната линия между Кресна и Кулата. Започва строителството на ново трасе за теснопътна 600 mm линия и в частта Кулата – Демир Хисар.
Изграждането на последния участък от линията Крупник – Кулата с междурелсие 1435 mm започва през 1942 г., за да се свърже нашата железопътна мрежа с железниците в Беломорска Тракия. Участъкът е един от най-трудните. Прокаран е по Кресненското и Рупелското дефиле с много съоръжения, тунели, подпорни стени и големи по обем скални работи. Тунелите са 16 и имат обща дължина 3554 m, а дължината на участъка Крупник – Генерал Тодоров – Кулата е 67,150 km.
Линията е завършена през 1944 г., но поради развилите се военно-политически събития не само че не се открива за редовна експлоатация, но известна част от границата с Гърция до Марикостиново през 1945 г. релсовият път се демонтира, с което железопътната връзка между България и Гърция се прекъсва до 1965 г.
Общата дължина на железопътната линия София – Владая – Перник – Радомир – Кулата е около 210 km.

## Реконструкции и модернизации
- За повишаване пропускателната способност и поемане на увеличения обем на пътническите и товарни превози по линията София – Волуяк – Радомир – Кюстендил и Радомир – Кулата през 1965 – 1966 г. в междугарието Батановци – Радомир жп линия е удвоена с помощта на Войските на Министерството на транспорта и е в редовна експлоатация от 1967 г.;
- През май 1964 г. в Атина между България и Гърция са подписани редица важни правителствени документи и спогодби. За подобряване на железопътния транспорт между двете съседни страни е решено да се възстанови железопътната връзка, междурелсие 1,435 м, през Кулата – Сидерокастрон.

Работите по възстановяване на земното платно започват през ноември 1964 г. Минималният радиус на кривите в този участък е 0,5 км, а допустимата максимална скорост е 90 км/ч. Открита е за редовна експлоатация на 30 май 1965 г.
- Електрификацията на линията завършва през 2001 г., извършена е от ДП „ТСВ“.
- Първата разпределителна гара в България е Куциян (Перник-разпределителна).

## Технически съоръжения по железопътната линия

### Гари и разделни постове
| име на гарата   | приемно-отправни коловози (ПОК) | приемно-отправни коловози (ПОК)  | приемно-отправни коловози (ПОК) | осигурителна инсталация |
| име на гарата   | брой ПОК                        | максимална полезна дължина метри | минимална полезна дължина метри | осигурителна инсталация |
| --------------- | ------------------------------- | -------------------------------- | ------------------------------- | ----------------------- |
| София           | 14                              | 1108                             | 360                             | МРЦ                     |
| Захарна фабрика | 5                               | 540                              | 296                             | МРЦ                     |
| Горна баня      | 3                               | 487                              | 402                             | ЕМЦ                     |
| Владая          | 3                               | 645                              | 358                             | ЕМЦ                     |
| Драгичево       | 3                               | 445                              | 310                             | ЕМЦ                     |
| Перник разпред. | 4                               | 1080                             | 610                             | ЕМЦ                     |
| Перник          | 5                               | 591                              | 443                             | МРЦ                     |
| Кракра          | 2                               | 602                              | 562                             | РУКЗ                    |
| Батановци       | 3                               | 600                              | 510                             | РУКЗ                    |
| Радомир         | 4                               | 751                              | 516                             | ЕЦ-2М                   |
| Долни Раковец   | 3                               | 722                              | 665                             | РУКЗ                    |
| РП Гълъбник     | 3                               | 793                              | 679                             | РУКЗ                    |
| Делян           | 3                               | 830                              | 685                             | РУКЗ                    |
| Дяково          | 2                               | 821                              | 776                             | РУКЗ                    |
| Дупница         | 9                               | 598                              | 462                             | РУКЗ                    |
| Бобошево        | 2                               | 548                              | 505                             | РУКЗ                    |
| Кочериново      | 3                               | 596                              | 479                             | РУКЗ                    |
| Благоевград     | 3                               | 577                              | 512                             | ЕЦ-М                    |
| Симитли         | 3                               | 561                              | 473                             | РУКЗ                    |
| Черниче         | 2                               | 567                              | 484                             | РУКЗ                    |
| Пейо Яворов     | 2                               | 710                              | 600                             | РУКЗ                    |
| Кресна          | 2                               | 610                              | 493                             | РУКЗ                    |
| Струмяни        | 2                               | 640                              | 556                             | РУКЗ                    |
| Сандански       | 2                               | 735                              | 651                             | РУКЗ                    |
| Дамяница        | 2                               | 680                              | 630                             | ЕЦ-М                    |
| Генерал Тодоров | 6                               | 535                              | 390                             | ЕЦ-М                    |
| Кулата          | 5                               | 670                              | 625                             | ЕЦ-М                    |

### Мостове
| междугарие                      | намира се на път № | намира се на км | обща дължина, м | изграден от     | препятствие           |
| ------------------------------- | ------------------ | --------------- | --------------- | --------------- | --------------------- |
| Горна баня – Владая             |                    | 10+424          | 21,10           | каменна зидария | път                   |
| Горна баня – Владая             |                    | 16+916          | 8,80            | стоманобетон    | път                   |
| Горна баня – Владая             |                    | 16+926          | 18,80           | стоманобетон    | път                   |
| Драгичево – Перник-разпределит. |                    | 25+333          | 46,70           | стоманобетон    | улица                 |
| Драгичево – Перник-разпределит. |                    | 26+162          | 26,60           | стомана         | р. Струма             |
| Перник-разпределит. – Перник    | 4-ти коловоз       | 31+100          | 27,75           | стоманобетон    | ул. „Хумни дол“       |
| Перник-разпределит. – Перник    |                    | 31+715          | 34,10           | стомана         | жп коловоз            |
| Перник – Кракра                 |                    | 33+215          | 43,30           | стоманобетон    | улица                 |
| Перник – Кракра                 |                    | 33+628          | 43,00           | стомана         | р. Струма             |
| Кракра – Батановци              |                    | 39+140          | 38,00           | стомана         | р. Струма             |
| Батановци – Радомир             | път 1              | 41+836          | 45,20           | стоманобетон    | р. Струма             |
| Батановци – Радомир             | път 2              | 41+836          | 43,00           | стомана         | р. Струма             |
| Батановци – Радомир             | път 1              | 42+456          | 16,70           | стоманобетон    | дере                  |
| Батановци – Радомир             | път 2              | 42+456          | 17,00           | стомана         | дере                  |
| Батановци – Радомир             | път 1              | 45+850          | 42,50           | стоманобетон    | р. Струма             |
| Батановци – Радомир             | път 2              | 45+850          | 40,00           | стомана         | р. Струма             |
| Радомир – Долни Раковец         |                    | 58+880          | 19,45           | стомана         | река                  |
| Радомир – Долни Раковец         |                    | 62+903          | 29,00           | стомана         | р. Струма             |
| РП Гълъбник – Делян             |                    | 71+565          | 9,00            | стоманобетон    | почвен път            |
| Делян – Дяково                  |                    | 73+076          | 16,15           | стоманобетон    | дере                  |
| Делян – Дяково                  |                    | 73+715          | 16,00           | стоманобетон    | път                   |
| Делян – Дяково                  |                    | 74+914          | 22,35           | каменна зидария | дере                  |
| Делян – Дяково                  |                    | 77+670          | 45,00           | каменна зидария | път и р. Тополница    |
| Дяково – Дупница                |                    | 85+459          | 15,00           | стоманобетон    | път и река            |
| Дяково – Дупница                |                    | 86+468          | 28,00           | стомана         | река                  |
| Дяково – Дупница                |                    | 88+924          | 44,10           | стомана         | р. Джерман            |
| Дяково – Дупница                |                    | 89+288          | 28,70           | стомана         | р. Д. Бистрица        |
| Дупница – Бобошево              |                    | 92+481          | 16,00           | стоманобетон    | река                  |
| Дупница – Бобошево              |                    | 93+284          | 13,60           | стоманобетон    | дере                  |
| Дупница – Бобошево              |                    | 95+345          | 20,05           | стомана         | дере                  |
| Дупница – Бобошево              |                    | 96+752          | 22,90           | стоманобетон    | дере                  |
| Дупница – Бобошево              |                    | 102+636         | 22,00           | стомана         | дере                  |
| гара Бобошево                   |                    | 103+687         | 17,35           | стомана         | дере                  |
| Бобошево – Кочериново           |                    | 107+797         | 13,40           | стомана         | дере                  |
| Бобошево – Кочериново           |                    | 110+275         | 16,25           | стоманобетон    | дере                  |
| Кочериново – Благоевград        |                    | 114+606         | 22,85           | стоманобетон    | дере                  |
| Кочериново – Благоевград        |                    | 114+740         | 62,90           | стоманобетон    | р. Рилска             |
| Кочериново – Благоевград        |                    | 119+571         | 27,25           | стоманобетон    | дере                  |
| Благоевград – Симитли           |                    | 123+494         | 44,60           | стоманобетон    | р. Бл. Бистрица       |
| Благоевград – Симитли           |                    | 124+704         | 15,65           | стоманобетон    | река                  |
| Благоевград – Симитли           |                    | 127+828         | 25,35           | стоманобетон    | дере                  |
| Благоевград – Симитли           |                    | 128+588         | 12,00           | стоманобетон    | дере                  |
| Благоевград – Симитли           |                    | 131+995         | 98,80           | стоманобетон    | р. Струма и път       |
| Благоевград – Симитли           |                    | 132+813         | 91,75           | стоманобетон    | р. Струма             |
| Благоевград – Симитли           |                    | 133+644         | 91,70           | стоманобетон    | р. Струма             |
| Благоевград – Симитли           |                    | 134+818         | 42,00           | стоманобетон    | река                  |
| Благоевград – Симитли           |                    | 136+625         | 14,55           | стоманобетон    | дере                  |
| Благоевград – Симитли           |                    | 138+765         | 16,50           | стоманобетон    | дере                  |
| Симитли – Черниче               |                    | 139+891         | 43,00           | стоманобетон    | дере                  |
| Симитли – Черниче               |                    | 140+396         | 16,00           | стоманобетон    | дере                  |
| Симитли – Черниче               |                    | 141+169         | 17,50           | стоманобетон    | дере                  |
| Симитли – Черниче               |                    | 141+272         | 22,00           | стоманобетон    | дере                  |
| Симитли – Черниче               |                    | 141+584         | 32,00           | стоманобетон    | дере                  |
| Черниче – Пейо Яворов           |                    | 143+687         | 38,00           | стоманобетон    | река                  |
| Черниче – Пейо Яворов           |                    | 145+778         | 169,00          | стоманобетон    | р. Струма             |
| Черниче – Пейо Яворов           |                    | 147+481         | 53,00           | стоманобетон    | река                  |
| Черниче – Пейо Яворов           |                    | 150+854         | 40,50           | стоманобетон    | река                  |
| Черниче – Пейо Яворов           |                    | 152+914         | 15,90           | стоманобетон    | река                  |
| Черниче – Пейо Яворов           |                    | 156+932         | 62,25           | стоманобетон    | река                  |
| Пейо Яворов – Кресна            |                    | 161+290         | 61,10           | стоманобетон    | дере                  |
| Пейо Яворов – Кресна            |                    | 162+800         | 5,00            | стомана         | път                   |
| Кресна – Струмяни               |                    | 166+067         | 23,10           | стоманобетон    | дере                  |
| Кресна – Струмяни               |                    | 166+250         | 120,00          | стоманобетон    | път Е79               |
| Кресна – Струмяни               |                    | 166+549         | 16,90           | стоманобетон    | дере                  |
| Кресна – Струмяни               |                    | 168+554         | 17,60           | стоманобетон    | дере                  |
| Кресна – Струмяни               |                    | 168+725         | 18,00           | стоманобетон    | дере                  |
| Кресна – Струмяни               |                    | 169+380         | 17,30           | стомана         | дере                  |
| Кресна – Струмяни               |                    | 170+750         | 30,70           | стоманобетон    | дере                  |
| Кресна – Струмяни               |                    | 171+252         | 32,00           | стоманобетон    | път                   |
| Струмяни – Сандански            |                    | 173+939         | 19,00           | стоманобетон    | река                  |
| Струмяни – Сандански            |                    | 175+497         | 21,05           | стоманобетон    | дере                  |
| Струмяни – Сандански            |                    | 176+546         | 13,00           | стоманобетон    | дере                  |
| Струмяни – Сандански            |                    | 178+676         | 26,90           | стоманобетон    | дере                  |
| Струмяни – Сандански            |                    | 180+489         | 18,00           | стоманобетон    | дере                  |
| Струмяни – Сандански            |                    | 182+980         | 31,40           | стоманобетон    | път                   |
| Струмяни – Сандански            |                    | 183+128         | 70,00           | стоманобетон    | път и река            |
| Сандански – Дамяница            |                    | 186+773         | 115,00          | стоманобетон    | р. Санданска Бистрица |
| Сандански – Дамяница            |                    | 188+980         | 80,20           | стоманобетон    | път и река            |
| Дамяница – Генер. Тодоров       |                    | 191+432         | 70,10           | стоманобетон    | река                  |
| Дамяница – Генер. Тодоров       |                    | 191+842         | 20,60           | стоманобетон    | път за гр. Петрич     |
| Дамяница – Генер. Тодоров       |                    | 193+336         | 127,00          | стоманобетон    | река                  |
| Дамяница – Генер. Тодоров       |                    | 195+047         | 11,40           | стоманобетон    | дере                  |
| Генер. Тодоров – Кулата         |                    | 200+090         | 127,00          | стоманобетон    | река                  |
| Генер. Тодоров – Кулата         |                    | 202+440         | 29,00           | стоманобетон    | река                  |
| Генер. Тодоров – Кулата         |                    | 207+725         | 35,00           | стоманобетон    | река                  |
| Кулата – граница с Гърция       |                    | 210+475         | 30,00           | стоманобетон    | р. Пиринска Бистрица  |

### Тунели
| №  | междугарие               | тунел № | от км   | до км   | дължина, м | построен |
| -- | ------------------------ | ------- | ------- | ------- | ---------- | -------- |
| 1  | Делян – Дяково           | 1       | 74+203  | 74+549  | 345,30     | 1928     |
| 2  | Дяково – Дупница         | 2       | 88+016  | 88+274  | 258,35     | 1929     |
| 3  | Кочериново – Благоевград | 3       | 114+203 | 114+401 | 197,80     | 1935     |
| 4  | Кочериново – Благоевград | 4       | 116+627 | 116+796 | 169,00     | 1935     |
| 5  | Кочериново – Благоевград | 5       | 118+005 | 118+139 | 133,90     | 1935     |
| 6  | Черниче – Пейо Яворов    | 6       | 146+517 | 146+777 | 260,50     | 1943     |
| 7  | Черниче – Пейо Яворов    | 7       | 147+147 | 147+436 | 288,90     | 1943     |
| 8  | Черниче – Пейо Яворов    | 8       | 147+726 | 147+788 | 62,00      | 1943     |
| 9  | Черниче – Пейо Яворов    | 9       | 148+075 | 148+423 | 348,00     | 1943     |
| 10 | Черниче – Пейо Яворов    | 10      | 149+130 | 149+225 | 95,00      | 1943     |
| 11 | Черниче – Пейо Яворов    | 11      | 149+635 | 149+826 | 191,50     | 1943     |
| 12 | Черниче – Пейо Яворов    | 12      | 151+675 | 151+735 | 60,00      | 1943     |
| 13 | Черниче – Пейо Яворов    | 13      | 152+070 | 152+215 | 144,10     | 1943     |
| 14 | Черниче – Пейо Яворов    | 14      | 152+273 | 152+802 | 528,85     | 1943     |
| 15 | Черниче – Пейо Яворов    | 15      | 153+178 | 153+380 | 202,00     | 1943     |
| 16 | Черниче – Пейо Яворов    | 16      | 153+575 | 154+018 | 443,20     | 1943     |
| 17 | Черниче – Пейо Яворов    | 17      | 155+883 | 156+114 | 231,70     | 1943     |
| 18 | Черниче – Пейо Яворов    | 18      | 156+985 | 157+309 | 323,60     | 1943     |
| 19 | Пейо Яворов – Кресна     | 19      | 159+269 | 159+389 | 120,00     | 1943     |
| 20 | Дамяница – Ген. Тодоров  | 20      | 192+361 | 192+387 | 26,00      | 1943     |
| 21 | Дамяница – Ген. Тодоров  | 21      | 195+333 | 195+893 | 560,00     | 1943     |
| 22 | Ген. Тодоров – Кулата    | 22      | 204+205 | 204+544 | 339,55     | 1943     |

### Максимално допустими скорости (към 29.05.2022 г.)
| от гара         | до гара         | път 1 | път 2 |
| --------------- | --------------- | ----- | ----- |
| София           | Захарна фабрика | 60    | 60    |
| Захарна фабрика | Горна баня      | 95    | –     |
| Горна баня      | Владая          | 60    | –     |
| Владая          | Драгичево       | 90    | –     |
| Драгичево       | Перник разпр.   | 90    | –     |
| Перник разпр.   | Перник          | 75    | 30    |
| Перник          | Кракра          | 80    | –     |
| Кракра          | Батановци       | 90    | –     |
| Батановци       | Радомир         | 80    | 80    |
| Радомир         | РП Гълъбник     | 100   | –     |
| РП Гълъбник     | Делян           | 80    | –     |
| Делян           | Дяково          | 70    | –     |
| Дяково          | Дупница         | 70    | –     |
| Дупница         | Кочериново      | 85    | –     |
| Кочериново      | Благоевград     | 70    | –     |
| Благоевград     | Симитли         | 75    | –     |
| Симитли         | Черниче         | 65    | –     |
| Черниче         | Кресна          | 70    | –     |
| Кресна          | Ген. Тодоров    | 90    | –     |
| Ген. Тодоров    | Кулата          | 95    | –     |
| Кулата          | граница         | 25    | –     |